# Каскырлы
Каскырлы (каз. Қасқырлы) — озеро в Мамлютском районе Северо-Казахстанской области Казахстана. Находится в 6 км к юго-западу от села Дубровное.
По данным топографической съёмки 1940-х годов, площадь поверхности озера составляет 2,3 км². Наибольшая длина озера — 2,1 км, наибольшая ширина — 1,5 км. Длина береговой линии составляет 6,6 км, развитие береговой линии — 1,21. Озеро расположено на высоте 133,3 м над уровнем моря.